# Rhamnus mcvaughii
Rhamnus mcvaughii là một loài thực vật có hoa trong họ Táo. Loài này được L.A. Johnst. & M.C. Johnst. miêu tả khoa học đầu tiên năm 1978.